# Detroit Rock City
Detroit Rock City és una pel·lícula d'Adam Rifkin estrenada l'any 1999, a la qual quatre adolescents intenten anar a escoltar els Kiss (grup de música de heavy metal) al concert, que fan a Detroit, anomenat, Detroit Rock City.

## Argument
Quan estàs a l'institut res pot fer malbé els teus plans, especialment si es tracta del concert de Kiss. Però per dur a terme els seus somnis, Lex, Trip, Hawk y Jan hauran de fer de tot: robar un cotxe, fugir del col·legi, rescatar a un d'ells de l'internat i enfrontar-se a mares histèriques i paranoiques. També hauran de pegar a uns germans discotequers, lliurar una noia de les mans de dos mecànics, fe un striptease per guanyar diners, per a aconseguir entrades.

## Repartiment
- Giuseppe Andrews: Lex
- James DeBello: Trip Verudie
- Edward Furlong: Hawk
- Sam Huntington: Jeremiah 'Jam' Bruce
- Lin Shaye: Mrs. Bruce
- Melanie Lynskey: Beth Bumstein
- Natasha Lyonne: Christine
- Miles Dougal: Elvis, el monitor escolar
- Nick Scotti: Kenny
- Emmanuelle Chriqui: Barbara